# Canguaretama
Canguaretama is een gemeente in de Braziliaanse deelstaat Rio Grande do Norte. De gemeente telt 30.541 inwoners (schatting 2009).

## Verkeer en vervoer
De plaats ligt aan de noord-zuidlopende weg BR-101 tussen Touros en São José do Norte. Daarnaast ligt ze aan de weg RN-269.

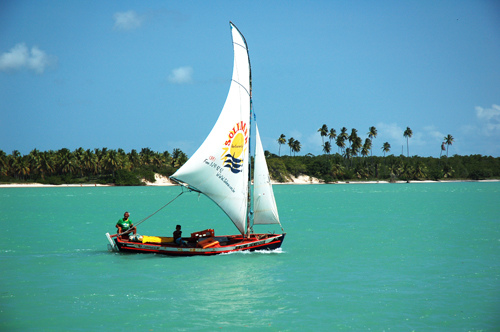
Baai van Cunhaú